# مدرسة الجبيل الأكاديمية الدولية
مدرسة الجبيل الأكاديمية الدولية المعروفة أيضا باسم مدرسة الحصان الدولية الجبيل هي عضوة في شبكة مدراس الحصان بما في ذلك شقيقتها مدرسة الحصان الأكاديمية في الخبر بالسعودية. افتتح في سبتمبر 1999 وتقبل الطلبة من الروضة إلى الصف 12 حيث يمثل الطلاب حوالي 18 جنسية. وافقت وزارة التعليم السعودية على تعليم المغتربين. لغة التدريس هي اللغة الإنجليزية.

## المقدمة
مدرسة الجبيل الأكاديمية الدولية هي المدرسة التحضيرية للجامعة تقوم بتثقيف الطلاب في المقام الأول للجامعات البريطانية وتقديم مستوى وأسلوب تعليم دولي وتقديم منهج صارم يهدف نحو النجاح الدراسي على مستوى برنامج دبلوم البكالوريا الدولية. أول دفعة تخرجت كانت في عام 2003 حيث حقق الطلبة متطلبات شهادة الدراسة الثانوية. بالإضافة إلى المنهج البريطاني ومستوى الامتحانات فإن طلبة المدرسة لديهم حرية اختيار امتحانات البورد الأمريكي مثل اختبار الإنجليزية كلغة أجنبية وسات. الطلاب لديهم أيضا خيار تطبيق برنامج دبلوم البكالوريا الدولية. منهاج المدرسة يحافظ على التركيز على النظام البريطاني.

## التاريخ
بدأ التعليم في عام 1956 عندما بدأ الشيخ عبد العزيز راشد الحصان المعهد الثقافي العربي لتعليم الكبار. في السنة التالية تأسست مدرسة الحصان للبنات الحديثة وهي أول مدرسة للبنات تفتتح في المنطقة الشرقية من المملكة العربية السعودية.
اليوم هناك اثنا عشر مدرسة ومعهد تعليمي في جميع أنحاء المنطقة الشرقية مصنفين من بين الأفضل في المملكة العربية السعودية مع التحاق أكثر من 10000طالب وطالبة.
مدارس الحصان الدولية هي أحدث إضافة إلى التنظيم. على الرغم من عمرها القصير في التعليم إلا أنها نمت بشكل مطرد والإشغال آخذ في الازدياد بسرعة. كان الإشغال للعام 2001-2002 540 طالب وطالبة في مدرسة الخبر و285 طالب وطالبة في كلية الجبيل بالإضافة إلى وجود قوائم انتظار وهو دليل على إيمان الوالدين بمستوى التعليم المقدم في هذه المنشآت. مدرسة الحصان الدولية تقدم التعليم باللغة الإنجليزية وتقوم بتسجيل الطلاب من رياض الأطفال إلى الصف 12.

## الحرم المدرسي
تقع مدرسة الجبيل الدولية في مبنى مكيف مركزيا بني لهذا الغرض. تضم 24 فصلا دراسيا ومكتبة مجهزة تجهيزا كاملا ومختبر علوم وغرفة متعددة الأغراض ومختبر حاسوب وغرفة فنون كبيرة. تتكون منطقة اللعب في الهواء الطلق من ملعبي كرة سلة وكرة قدم وملعب رياض أطفال على أسس واسعة.

### الحرم المدرسي الجديد
في 1 يناير 2011 تم تغيير بناء المدرسة. المبنى الجديد مكيف مركزيا مع صالة ألعاب رياضية مغلقة.

### الانفصال
مع الطفرة النفطية في بداية عام 2000 فقد شهدت مدينة الجبيل الصناعية زيادة كبيرة في عدد السكان. ارتفع عدد الطلاب بسرعة في المدرسة. قررت الإدارة تقسيم المدرسة إلى قسمين وهما قسم للبنين وآخر للبنات. تم الانتهاء من التغيير بنجاح في أواخر عام 2008. في البداية تم تقليل عدد المعلمين ولكن في وقت لاحق تم توظيف معلمين جدد لتغطية هذه الفجوة.

## المجلس الطلابي
الهيئة الطلابية لديها قناعاتها بأنها اتحاد منظم جيدا لتمثيلها. المجلس مؤسس نموذجيا كأي من نظرائه في أي مدرسة دولية. يتألف من الرئيس ونائب الرئيس وأمين وهناك أعضاء يطلق عليهم تسمية ممثل عن جميع المستويات. يعتمد المجلس على نظام ديمقراطي جدا وتجرى الانتخابات كل عام لانتخاب المجلس. شعار مجلس الطلبة هو «جعل ذلك يحدث ...».

## القبول
سياسة القبول في المدرسة تعتمد على التنافسية. يطلب من جميع الطلاب التقدم لامتحان تشخيصي لتحديد الصف أو المستوى في اللغة الإنجليزية والرياضيات. يجب على جميع الطلاب اختيار اللغة الثانية وهي إما الفرنسية والعربية والأردية.

## الاعتماد
تحظى المدرسة باحترام كبير من قبل بعض المنظمات وتشمل لجنة اعتماد العابر الإقليمي ورابطة الدول المستقلة (مجلس المدارس الدولية). المدرسة أيضا مركز اختبار شهادة الثانوية العامة البريطانية.

## الإنجازات الخاصة
طالبان من بين ست طلاب برعوا في اختبارات كامبردج الدولية في المملكة العربية السعودية. حل جورج عبيد في المرتبة الأولى في العالم في الفيزياء بينما حل سامان اشتياق مالك في المرتبة الأولى في العالم في تكنولوجيا المعلومات والاتصالات.